# Мже
Мже (нім. Mies, лат. Misa) — важлива річка в західній Богемії та в земельному окрузі Тіршенройт, адміністративному районі Верхнього Пфальцу в Баварії, Німеччина, джерело річки Бероунка. Довжина струмка 106,5 км. Площа водозбірного басейну становить 1828,6 км².

## Назва
У давнину назва Мже позначала річку на всій її довжині від витоку до гирла Влтави; назва Бероунка для нижньої течії нижче Плзеня вперше задокументована лише в 1638 році. Мже згадується в Хроніці Чехів або в Зеленогорському рукописі. Ім'я Mies німецькою також відноситься до міста Штрібро.

## Хід течії
Мже бере початок на висоті 726 м на території Німеччини в Грізбахському лісі (Griesbacher Wald) приблизно в 1 км на південь від поселення Аш (N49°51', E12°28'). На короткій ділянці між прикордонними знаками 32–33 утворює державний кордон між Чехією та Німеччиною протяжністю 1,36 км і входить на територію Чехії на висоті 639,7 м. Вона продовжується в напрямку з південного сходу на схід і протікає через міста Тахов та Штрібро. На Мжі розташовані Лучинське (водопровідне) та Грачолуське (багатоцільове) водосховища. Найважливіші притоки включають Хамерський потік, Косовий потік (Kosí potok) і Утерський потік зліва, Углавка з правого боку. У Пльзені Мже зливається з Радбузою на висоті 301 м і з цього місця починає називатися Бероунка.

## Водний режим
Середньомісячний стік Мже (м³/с) у контрольному профілі Грачолуської ГЕС:

## Використання

### Човнярство
Річка мало використовується для туризму на човнах, оскільки часто не має достатньо води в літні місяці (крім того, ділянку приблизно 20 км утворено Грачолуською дамбою). При більш високому рівні води судноплавна від залізничної станції Павловіце. Складність коливається від ZW C (ділянка під дамбою) до WW I+ (верхня частина).

### Млини
- Гусманів млин - Тахов, Таховський район, пам'ятка культури

## Зображення

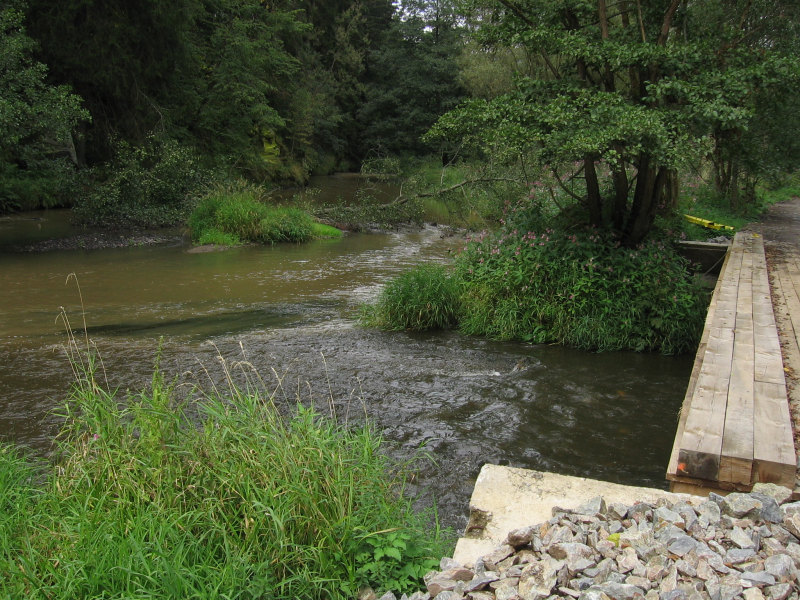
Впадіння Kosový potok до Мже
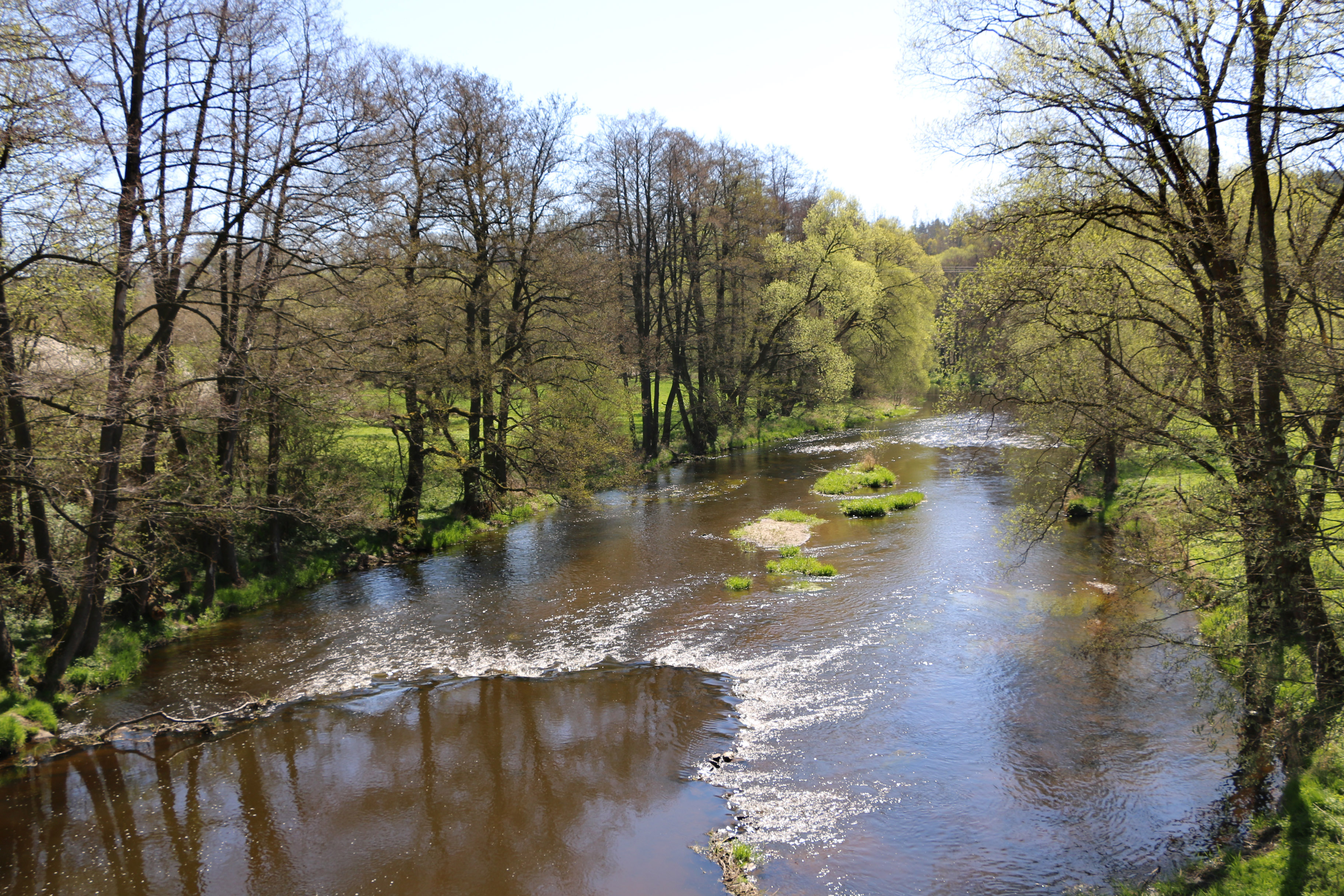
Річка в Мілікові
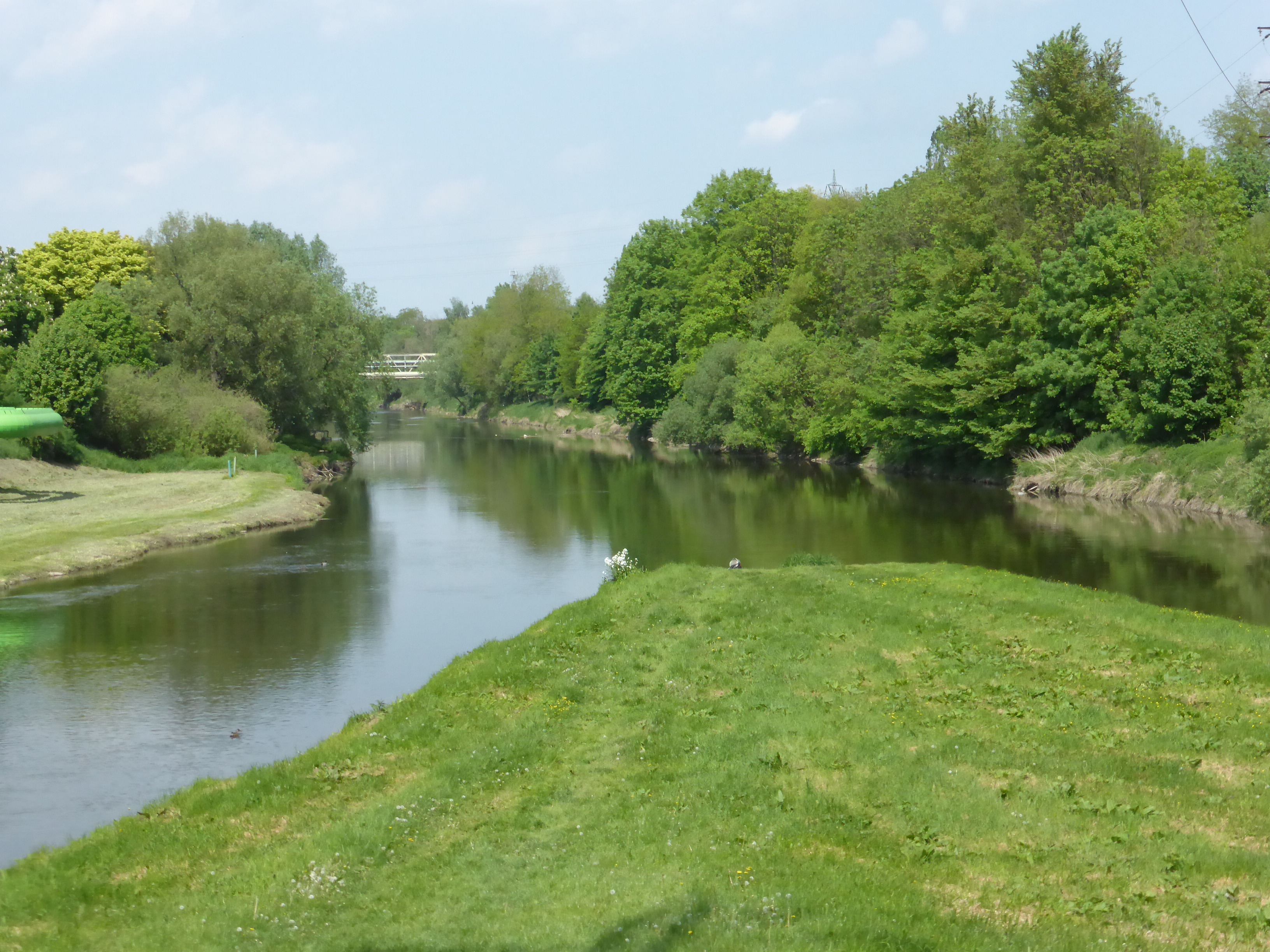
Злиття Мжі та Радбузи